# كشل أزاد سرا (كوركا)
کشل أزاد سرا (بالفارسية: کشل آزادسرا) هي قرية تقع في إيران في قسم كورکا الريفي. يقدر عدد سكانها بـ 669 نسمة بحسب إحصاء 2016.